# São José (Lisboa)
São José era una freguesia portuguesa del municipio de Lisboa, distrito de Lisboa.

## Historia
Fue suprimida el 8 de noviembre de 2012, en aplicación de una resolución de la Asamblea de la República portuguesa al unirse con las freguesias de Coração de Jesus y São Mamede, formando la nueva freguesia de Santo António.

## Patrimonio
- Ascensor do Lavra y alrededores
- Zona de la Avenida da Liberdade
- Teatro Capitólio, en el Parque Mayer
- Antigua iglesia del Convento de los Capuchinos
- Hotel Vitória
- Cinema Tivoli
- Cinema Odeon